# Domnovo
Domnovo (Домново) è un comune della Russia, nell'oblast' di Kaliningrad. Fino al 1945 era una città della Germania, con il nome di Domnau.
Qui nacque il militare tedesco Walter Krupinski. 